# Lycaeninae
Lycaeninae zijn een onderfamilie van vlinders uit de familie Lycaenidae. De wetenschappelijke naam van de onderfamilie werd gepubliceerd in 1815 door William Elford Leach.

## Geslachten
De volgende geslachten zijn bij de onderfamilie ingedeeld:
- Apangea Zhdanko, 1995
- Boldenaria Zhdanko, 1995
- Heliophorus Geyer, 1832
- Helleia Verity, 1943
- Iophanus Draudt, 1920
- Lafron Grishin, 2020
- Lycaena Fabricius, 1807
- Melanolycaena Sibatani, 1974
- Tharsalea Scudder, 1876